# بينا (صاروخ باليستي)
صاروخ بينا الباليستي: هو صاروخ باليستي إيراني بعيد المدى جو-سطح وسطح-جو، وله رأس حربي إنشطاري موجه ليزرياً. ويمكن إطلاقه من الطائرات وأنواع منصات الإطلاق الأرضية بدقة عملياتية عالية في إصابة الأهداف. وقد تم تصنيع هذا الصاروخ المتطور من قبل هيئة خبراء الصناعات الدفاعية في الجمهورية الإسلامية الإيرانية. وأجرى الجيش الإيراني بتأريخ 10 شباط 2014م تجربة ناجحة لإطلاق جيل جديد من الصواريخ البالستية البعيدة المدى. ويتمتع صاروخ بينا بإمكانيات تكتيكية وتدميرية عالية جداً، كما يتمتع بإمكانية كبيرة ودقيقة لإصابة الهدف كونه مزود بإمكانية التوجيه الليزري. يُذكَر أن جمهورية إيران تمتلك بالفعل واحدة من أكبر ترسانات الصواريخ الباليستية في منطقة الشرق الأوسط، إن لم تكن هي الأكبر بالفعل. وتمكنت إيران أيضاً من تطوير قدرتها على إطلاق الأقمار الصناعية المدنية منها والعسكرية كالقمر الصناعي العسكري الإيراني نور 1 و2. ويتراوح نظام جمهورية إيران الصاروخي بين أنواع متفاوتة المدى تتراوح ما بين 45 كيلومتراً إلى 10 آلاف كيلومتر. كما ويضم صواريخ باليستية، ومجنحة بعيدة المدى، إضافةً إلى صواريخ خارقة للدروع يمكن إستخدامها ضد أهداف بحرية. وبهذا تقع القارة الأوروبية وسواحل ألاسكا وأجزاء من آسيا في مرمى الصواريخ الإيرانية.

## خصائص الصاروخ
يتمتع الصاروخ الباليستي، بعيد المدى محلي الصنع بينا بإمكانية تفادي الرصد بالرادار، وقدرته التدميرية الهائلة، وتدميره لعدة أهداف في آنٍ واحد. كما وأن السرعة الفائقة في تدمير الأهداف، والصيانة السهلة، وسرعة إستخدامه، تُعَد من الخصائص المهمة للصاروخ الموجه بالليزر. كما ويمكن إطلاقه من الطائرات والمنصات الأرضية، وهو قادر على إصابة أهداف إستراتيجية مثل الجسور والدبابات والمعدات الحربية ومقرات قيادة العدو بدقة متناهية". فهو مجهز برأس حربي إنشطاري. كما وان صاروخ بينا مصمم لاستهداف المعدات الحربية والقتالية للعدو. ومن الخصائص الأخرى لهذا الصاروخ عدم رصده من قبل المنظومات المضادة للصواريخ. يذكر أن جمهورية إيران تمتلك صواريخ سطح-سطح بعيدة المدى من طراز شهاب يصل مداها إلى نحو ألفي كيلومتر، ويمكنها الوصول إلى إسرائيل والقواعد العسكرية الأمريكية في الشرق الأوسط.

## اختبار الصاروخ
تم اختبار صاروخ بينا الموجه ليزرياً بتأريخ 10 شباط 2014م من قِبَل وزارة الدفاع الإيرانية بنجاح قبيل الذكرى الـ35 للثورة الإسلامية في جمهورية إيران. حيث أجرت طهران تجربة وصفها وزير الدفاع الإيراني الجنرال حسين دهقان في تصريحات للتلفزيون الرسمي بالناجحة لإطلاق صاروخين محليي الصنع بعيدي المدى. وقال وزير الدفاع الإيراني إن الصاروخ بعيد المدى يتميز بالقدرة على تفادي الرصد بالرادار. ونقل عنه التلفزيون الرسمي قوله «تم بنجاح اختبار جيل جديد من صاروخ ذاتي الدفع أرض-أرض بعيد المدى له رأس حربي والصاروخ (بينا) الموجه بالليزر جو-أرض وأرض-أرض.» وأضاف «الصاروخ (بينا) قادر على ضرب أهداف مهمة مثل الجسور والدبابات ومراكز القيادة المعادية بدقة كبيرة».
كذلك تمت في سنة 2017م عملية اختبار ناجحة لصاروخ بينا الموجه ليزرياً وذلك عبر إطلاقه من مقاتلة سوخوي 25 تابعة للحرس الثوري الإسلامي في جمهورية إيران. وأفادت وكالة تسنيم الدولية للأنباء أن قاذفة تابعة للقوات الجو فضائية لحرس الثورة الإسلامية أطلقت صاروخ بينا الذي يوجه بالليزر وله عدة إستخدامات هي أرض – جو، وجو – أرض، وقد تم إنتاجه على يد الأخصائيين في وزارة الدفاع الإيرانية ويتمتع هذا الصاروخ بإمكانيات تكتيكية وتدميرية عالية جداً، كما يتمتع بإمكانية كبيرة ودقيقة لإصابة الهدف كونه مزود بإمكانية التوجيه الليزري. وقد إنتشرت مقاطع تصويرية حول إطلاق الصاروخ بينا بواسطة مقاتلة سوخوي 25 تابعة للقوات الجو-فضائية لحرس الثورة الإسلامية وإصابة الهدف ضمن عملية اختبار الصاروخ الموجه ليزرياً. وقال مسؤولون، إن وزارة الدفاع الإيرانية هي التي تشرف على اختبار الصاروخ الباليستي الموجه بأشعة الليزر. وذكروا أن ذلك الصاروخ المسمى (بينا)، صُمِمَ خصيصاً كي يُطلَق من طائرات وقاذفات أرضية، مشيرين إلى أن إيران ستواصل تطوير قدراتها الصاروخية رغم الضغوط الغربية، وفي الوقت الذي أعلنت فيه الولايات المتحدة إعتزامها التصدي لبرامج طهران الصاروخية كجزء من إتفاق المصالحة الشامل. من جانبه، أعلن نائب وزير الخارجية الإيراني «عباس أراقتشي» أن القضايا ذات الصلة بالدفاع الإيراني لا ترقى إلى المفاوضات، قائلًا: لن نناقش أي قضية أخرى تتعلق بالملف النووي في المفاوضات.

## ردود أفعال
إيران
الرئيس الإيراني:
قال الرئيس الإيراني حسن روحاني في رسالة تهنئة نقلها التلفزيون «إختبر أبناء إيران بنجاح جيلاً جديداً من الصواريخ.» وتأتي تجارب إطلاق هذه الصواريخ قبيل محادثات بين إيران والقوى الكبرى في محاولة للتوصل إلى إتفاق للحد من البرنامج النووي لطهران.
وزير الدفاع الإيراني:
قال وزير الدفاع الإيراني الجنرال حسين دهقان سنة 2014م في تصريحات نقلها التلفزيون الرسمي إن الجيش الإيراني أجرى تجربة ناجحة لإطلاق صاروخين صنعا في إيران أحدهما بعيد المدى. وأضاف ان الصاروخ بعيد المدى يتميز بإمكانية تفادي الرصد بالرادار. ونقل التلفزيون الرسمي عنه قوله «تم بنجاح اختبار جيل جديد من صاروخ باليستي أرض - أرض بعيد المدى له رأس حربي والصاروخ بينا الموجه بالليزر جو-سطح وسطح-سطح».

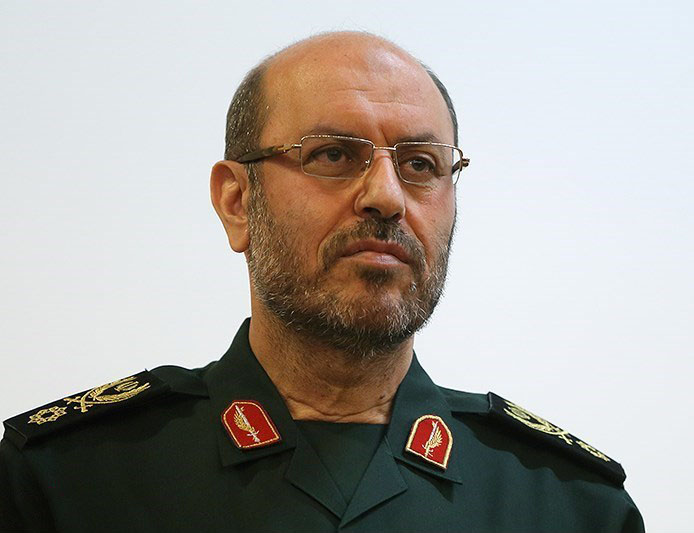
وزير الدفاع الإيراني الجنرال حسين دهقان